# Ábrahám János (politikus)
Ábrahám János (Kéménd, 1944. szeptember 10. – Bonyhád, 2003. április 3.) jogász, sportvezető, politikus, az MSZP országgyűlési képviselője 1994-től 2002-ig.

## Élete
Sokgyermekes polgári családban született a Felvidéken. Bonyhádon érettségizett 1962-ben, majd a Pécsi Tudományegyetem Állam- és Jogtudományi Karán diplomázott 1979-ben. 1969-től 1981-ig a bonyhádi cipőgyár osztályvezetője, majd a mőcsényi termelőszövetkezet jogtanácsosa volt 1988-ig. 1988–1991 között egy szekszárdi jogtanácsosi munkaközösség tagja volt, önálló ügyvédként 1991-től praktizált. 1986-ban edzői, 1989-ben mezőgazdasági szakjogászi tanfolyamot végzett. Kosárlabdázott, sportvezetőként, majd kosárlabdaedzőként az 1960-as évek végétől tevékenykedett elsősorban Bonyhádon.
1972-ben lépett be a Magyar Szocialista Munkáspártba, 1989-ben az MSZP tagja lett. 1994 és 1997 között a Tolna megyei Közgyűlés ügyrendi és jogi bizottságának elnöke volt. 1997. március 17-én lett parlamenti képviselő, amikor Kiss József képviselő lemondott mandátumáról, hogy elfoglalhassa az Országos Egészségbiztosítási Pénztár főigazgató-helyettesi pozícióját, Ábrahám pedig a Tolna megye területi listáról jutott a képviselői helyhez. Az 1998-as magyarországi országgyűlési választáson az országos listáról erősítették meg képviselői mandátumát.
A parlament alkotmány- és igazságügyi bizottságának tagja volt. Elsősorban jogi ügyekben szólalt fel, többször kiállt a nemzeti és etnikai kisebbségek parlamenti képviseletéért. Híve volt az igazságügyi reformnak, a táblabíróságok felállításának.
1994-től 1998-ig volt tagja a bonyhádi képviselőtestületnek, 1996-tól 1998-ig alpolgármester volt. 2002-ben már nem indult a választáson.

## Díjai
- Boros Dezső-díj (posztumusz, Bonyhád, 2003) [1]